# Габилондо, Анхель
А́нхель Габило́ндо Пужо́ль (исп. Ángel Gabilondo Pujol; род. 1 марта 1949, Сан-Себастьян) — испанский политик и философ. С апреля 2009 по декабрь 2011 года занимал пост министра образования Испании в правительстве Сапатеро. С 18 ноября 2021 года занимает должность омбудсмена Испании.

## Биография
Анхель Габилондо родился в многодетной семье мясника. Один из его братьев — журналист Иньяки Габилондо. Изучал философию в Мадридском автономном университете, затем преподавал там же философию. В 1983 году защитил докторскую диссертацию по Гегелю. В 2002 году был избран ректором Мадридского автономного университета и переизбран на следующий срок в 2006 году. 7 апреля 2009 годы был назначен министром образования Испании, сменив на этом посту Мерседес Кабреру. В конце 2011 года на посту министра образования Испании в новом правительстве Мариано Рахоя его сменил Хосе Игнасио Верт.

## Труды
- Enséñanos a amar. Catecismo del Sagrado Corazón (Ediciones Mensajero (Colección A.C.I.), Bilbao, 1969, ISBN 978-84-271-0419-8).
- Dilthey: Vida, expresión e historia, Editorial Cincel, Madrid, 1988.
- El discurso en acción (Foucault y una ontología del presente), Editorial Anthropos, Barcelona, 1990.
- Trazos del eros: del leer, hablar y escribir, Editorial Tecnos, Madrid, 1997.
- Menos que palabras, Alianza Editorial, Madrid, 1999.
- La vuelta del otro. Diferencia, identidad y alteridad, Trotta y UAM, Madrid, 2001.
- Mortal de necesidad, Abada, Madrid, 2003.
- Alguien con quien hablar, Editorial Aguilar, Madrid, 2007.